# Byron (cràter)
Byron és un cràter d'impacte en el planeta Mercuri de 106,58 km de diàmetre. Porta el nom del poeta anglès Lord Byron (1788-1824), i el seu nom va ser aprovat per la Unió Astronòmica Internacional el 1976.